# Teika
Teika es un barrio de la ciudad de Riga, Letonia.

## Superficie
Posee una superficie de 4,682 kilómetros cuadrados (468,2 hectáreas).

## Población
Hasta 2021 presentaba una población de 28 549 habitantes, con una densidad de población de 6097,6 habitantes por kilómetro cuadrado.

## Transporte

### Rutas
- Autobús: 1, 5, 14, 16, 21, 48, 49, 58.[1]
- Trolebús: 12, 13, 14, 16, 17, 18, 22, 23.[1]
- Tranvía: 1, 3.[1]